# 아틀라스 슈러그드: 파트 1
아틀라스 슈러그드: 파트 1(Atlas Shrugged: Part I)은 미국에서 제작된 폴 조핸슨 감독의 2011년 드라마, 미스터리, SF 영화이다. 테일러 쉴링 등이 주연으로 출연하였고 존 아글리아로로 등이 제작에 참여하였다.

## 출연

### 주연
- 테일러 쉴링
- 폴 조한슨

### 조연
- 애나벨 거위치
- 에디 가테지
- 그랜트 보우러
- 매튜 마스든
- 마이클 오키프
- 패트릭 피슬러
- 주 가르시아
- 마이클 러너
- 아민 쉬머만
- 존 폴리토
- 제프리 피어슨
- 레베카 위속키
- 크리스티나 피클스
- 그레이엄 백켈
- 에단 콘
- 조엘 맥키넌 밀러
- 네이비드 네가반
- 멜 페어
- 데이지 맥클라킨
- 프랭크 카사베츠
- 실바 켈리기언
- 올리비아 프레슬리
- 네일 베리
- 맨디 준 터핀
- 롭 브라운스타인
- 맷 오툴
- 재뉴어리 웰쉬
- 메르세데스 코너
- 데이비드 고릴
- 캐서린 M. 오코너
- 마리사 웰쉬
- 크리스토퍼 칼 존슨
- 크리스토퍼 뮈어
- 트래비스 시본
- 제프 콕키
- 크레이그 츠유미네
- 론 프로벤칼
- 클레이 번커
- 폴 에드니
- 데이빗 더스틴 케니언
- 사라 레너스
- 존 토빈

## 제작진
- 라인프로듀서: 브루스 웨인 질리스
- 조감독: 로리 애쉬필드
- 조감독: 아론 바스키
- 조감독: 브루스 웨인 질리스
- 조감독: 댄 카츠만
- 조감독: 조 무어
- 조감독: 앤더슨 빌리엔
- 미술: 존 모트
- 세트: 로리 마저
- 의상: 제니퍼 L. 솔라제스
- 분장부문: 사빈느 롤러
- 분장부문: 사만다 웨이드
- 배역: 샤론 하워드-필드
- 배역: 로니 에스켈
- 프로덕션매니저: 브루스 웨인 질리스
- 프로덕션매니저: 존 오랜드